# 国立国会図書館長
国立国会図書館長（こくりつこっかいとしょかんちょう）は、国立国会図書館の長である国会職員。職名の英訳はDirector General of the National Diet Library。
国立国会図書館法第4条に基づいて置かれ、定員は1名。国立国会図書館の図書館事務を統理し、所属職員を監督することを職務とする。

## 地位
国立国会図書館長は、1948年に国立国会図書館の創設とともに設置された。身分は国会職員で、国家公務員法にいう特別職の国家公務員である。
衆議院・参議院両院の議長が、両議院の議院運営委員会と協議の上、国会の承認を受けて連名により任命する。
国会議員に対し「党派的、官僚的偏見に捉われることなく（中略）資料を提供すること」（国立国会図書館法第15条第2号）等を任務とする国会図書館の政治に対する中立性を保つため、在職中は政治活動を慎むことが法律に明文規定されている。また、更迭は政治的な理由によってはならず、両院議長の共同提議によってのみしか罷免できない。
2005年までは、その待遇は国務大臣と同等とするとの規定が国立国会図書館法に置かれていた。これは、国会図書館が、省庁と対等の立場で調査を行ったり、各省庁内の図書館部門を統括したりする機能を十分に発揮できるように、省と同等の独立行政機関の格に位置付けるためという趣旨であったとされる。しかし、この規定のために給与まで大臣と同等となり、非常な高額（2005年初頭時点で年額3000万円超）となることが問題になって、この規定は削除されることとなった。同規定削除後の現在、給与水準は各議院事務局の事務総長、議院法制局の法制局長や内閣における内閣法制局長官と同等である。
任期および定年に関する規定は存在しない。実際の人事では、日本国憲法制定当時の憲法担当国務大臣であった金森徳次郎が初代の国会図書館長として10年以上在任したのを例外として、第2代以降は衆議院・参議院の事務総長経験者が任命され、4〜5年程度在職後に辞任する慣例がおよそ40年にわたり続いてきた。しかし、2007年には河野洋平衆議院議長の意向により、初めて国会関係者以外から情報工学者の長尾真が館長に任命された。
国会図書館長の補佐役としては事務次官相当の副館長が置かれており、副館長は初代の中井正一と第3代の岡部史郎を除き、国会図書館の職員から任命される例となっている。副館長は、館長に事故があるとき、または館長が欠けた場合には、館長の職務を行う。

## 権限
国立国会図書館長は、図書館事務を統理し、所属の職員を任命し、部局を設置し、職員の職責や部局の所掌事務を定めることができる。職員の任免にあたっては、議院事務局の事務総長や議院法制局の法制局長とは違い、議長の同意は必要とされていない。ただし、国会図書館のナンバー2である副館長のみは、任命に両議院の議長の承認を受けなくてはならない。
議院事務局の事務総長と議院法制局の法制局長は、国会法において「議長の監督の下」に職務を行うとされているが、国会図書館は衆議院・参議院のいずれにも直属していないため、国会図書館長に対してはそのような規定はない。しかし、国立国会図書館法は、館長は毎会計年度の始めに前年度の経営及び財政状態を両院議長に報告する義務があり、また国会図書館の経過、予算の調製、規程の制定等を定期的に両院の議院運営委員会に報告して審査を受けなければならないとしており、両議院の議長と議院運営委員会の共同による監督を定めている。
国会の外に対しては、国会図書館長は、行政・司法の各部門（行政の各府省庁と最高裁判所）に官庁の内部機構として設置されている図書館の館長の任命権を有する。これらは機構上、各官庁内の一部署であると同時に国会図書館が各官庁に置く分館としての性格を持つ支部図書館であるとされている。支部図書館は各官庁の予算と人員によって運営されるが、各官庁の長は、国会図書館長の同意なく、支部図書館のために設定された予算や定員を他の目的に流用したり削減したりすることはできない。

## 歴代の国立国会図書館長
| 代 | 氏名       | 在任期間                        | 主な前職                                  | 備考  |
| -- | ---------- | ------------------------------- | ----------------------------------------- | ----- |
| 1  | 金森徳次郎 | 1948年2月25日 - 1959年5月2日    | 法制局長官 国務大臣                       | 注1   |
| 2  | 鈴木隆夫   | 1961年4月26日 - 1965年4月22日   | 衆議院事務総長                            |       |
| 3  | 河野義克   | 1965年4月23日 - 1970年5月13日   | 参議院事務総長                            |       |
| 4  | 久保田義麿 | 1970年5月13日 - 1972年7月23日   | 衆議院事務総長                            | 注2   |
| 5  | 宮坂完孝   | 1972年10月28日 - 1977年10月11日 | 参議院事務総長                            |       |
| 6  | 岸田實     | 1977年10月11日 - 1981年4月10日  | 参議院事務総長                            |       |
| 7  | 植木正張   | 1981年4月10日 - 1982年7月9日    | 参議院事務総長                            | 注3   |
| 8  | 荒尾正浩   | 1982年8月20日 - 1986年9月12日   | 衆議院事務総長                            |       |
| 9  | 指宿清秀   | 1986年9月12日 - 1990年6月30日   | 参議院事務総長                            |       |
| 10 | 加藤木理勝 | 1990年6月30日 - 1994年7月22日   | 参議院事務総長                            |       |
| 11 | 緒方信一郎 | 1994年7月22日 - 1998年6月18日   | 衆議院事務総長                            |       |
| 12 | 戸張正雄   | 1998年6月18日 - 2002年7月19日   | 参議院事務総長                            |       |
| 13 | 黒澤隆雄   | 2002年7月19日 - 2007年3月31日   | 参議院事務総長                            |       |
| 14 | 長尾真     | 2007年4月1日 - 2012年3月31日    | 京都大学総長                              |       |
| 15 | 大滝則忠   | 2012年4月1日 - 2016年3月31日    | 国立国会図書館副館長 東京農業大学教授     |       |
| 16 | 羽入佐和子 | 2016年4月1日 - 2020年3月31日    | お茶の水女子大学学長 理化学研究所理事     | 注4   |
| 17 | 吉永元信   | 2020年4月1日 - 2024年3月31日    | 国立国会図書館副館長 信州豊南短期大学教授 |       |
| 18 | 倉田敬子   | 2024年4月1日 -                  | 慶應義塾大学教授                          | [ 1 ] |

- 注

1. 金森徳次郎の辞職後、鈴木隆夫が任命されるまでの間は、副館長・岡部史郎が館長の事務を代理した。
2. 久保田義麿は在職中死去し、後任・宮坂完孝が任命されるまでの間は、副館長・斎藤毅が館長の事務を代理した。
3. 植木正張は在職中死去し、後任・荒尾正浩が任命されるまでの間は、副館長・陶山国見が館長の事務を代理した。
4. 羽入佐和子は女性として初めて、国立国会図書館長に就任した。

## 歴代の国立国会図書館副館長
| 代 | 氏名       | 在任期間                        | 主な前職               | 備考 |
| -- | ---------- | ------------------------------- | ---------------------- | ---- |
| 1  | 中井正一   | 1948年4月16日 - 1952年5月18日   | 尾道市立図書館長       | 注1  |
| 2  | 中根秀雄   | 1954年6月1日 - 1958年10月2日    | 管理部長               | 注2  |
| 3  | 岡部史郎   | 1959年3月23日 - 1970年7月4日    | 行政管理庁行政監理局長 |      |
| 4  | 齋藤毅     | 1970年7月4日 - 1973年6月21日    | -                      |      |
| 5  | 鈴木平八郎 | 1973年6月21日 - 1977年12月2日   | -                      |      |
| 6  | 酒井悌     | 1977年12月2日 - 1980年3月21日   | -                      |      |
| 7  | 陶山国見   | 1980年3月21日 - 1983年12月5日   | -                      |      |
| 8  | 長野裕     | 1983年12月5日 - 1985年12月20日  | -                      |      |
| 9  | 高橋徳太郎 | 1985年12月20日 - 1986年12月11日 | -                      |      |
| 10 | 石井五郎   | 1986年12月11日 - 1988年12月15日 | -                      |      |
| 11 | 下田久則   | 1988年12月15日 - 1992年3月19日  | -                      |      |
| 12 | 藤田初太郎 | 1992年3月19日 - 1993年12月16日  | -                      |      |
| 13 | 熊田淳美   | 1993年12月16日 - 1995年3月22日  | -                      |      |
| 14 | 井門寛     | 1995年3月22日 - 1997年3月21日   | -                      |      |
| 15 | 宮脇岑生   | 1997年3月21日 - 1999年3月19日   | -                      |      |
| 16 | 伊藤尚武   | 1999年3月19日 - 2001年2月28日   | -                      |      |
| 17 | 宇治郷毅   | 2001年2月28日 - 2003年2月28日   | -                      |      |
| 18 | 大滝則忠   | 2003年2月28日 - 2004年12月15日  | -                      |      |
| 19 | 安江明夫   | 2004年12月15日 - 2006年2月28日  | -                      |      |
| 20 | 生原至剛   | 2006年2月28日 - 2007年1月17日   | -                      |      |
| 21 | 吉永元信   | 2007年12月17日 - 2011年3月31日  | -                      |      |
| 22 | 田屋裕之   | 2011年12月12日 - 2012年9月10日  | -                      |      |
| 23 | 池本幸雄   | 2012年9月10日 - 2014年12月15日  | -                      |      |
| 24 | 網野光明   | 2014年12月15日 - 2017年12月24日 | 総務部副部長           |      |
| 25 | 坂田和光   | 2017年12月25日 - 2019年12月24日 | 調査及び立法考査局長   | 注3  |
| 26 | 田中久徳   | 2019年12月24日 - 2021年12月31日 | 総務部長               |      |
| 27 | 片山信子   | 2022年1月1日 - 2023年12月31日   | 総務部長               |      |
| 28 | 山地康志   | 2024年1月1日 - 現職             | 総務部長               |      |

- 注

1. 1952年5月19日より中根秀雄が副館長の事務を代理した。
2. 1958年4月23日より枝吉勇が副館長の事務を代理した。
3. 女性初の国立国会図書館副館長。